# 간문초등학교 중대분교
간문초등학교 중대분교는 대한민국 전라남도 구례군에 있었던 공립 초등학교이다.

## 학교 연혁
- 1935년 3월 1일 : 간문공립보통학교 중대리간이학교 설치
- 1948년 2월 3일 : 간문동공립국민학교 승격 인가
- 1987년 3월 1일 : 병설유치원 개원
- 1990년 3월 1일 : 간문국민학교 중대분교로 편입
- 1996년 3월 1일 : 간문초등학교 중대분교장
- 1999년 2월 20일 : 제63회 졸업식
- 1999년 9월 1일 : 간문초등학교로 통폐합